# Хаура
Хаура (бенг. হাওড়া, англ. Howrah або Haora) — місто в індійському штаті Західний Бенгал, адміністративний центр округу Хаура, розташоване на західному березі протоки Хуґлі навпроти міста Колката.

## Історія
Історія Хаури сягає XVI століття. Венеційський мандрівник Цезар де Федерічі, який відвідав Індію в 1565-1579 роках, згадує у своїх записах 1578 року місце Баттор. За його описом, це було місце, до якого могли дійти великі кораблі по Хуґлі, й де розташовувалися доки для розвантаження і навантаження товарів цих суден. Це місце ототожнюється з сучасним місцем розташування Хаури.
1713 року рада Бенгалії Британської Ост-Індської компанії, після вступу імператора Фарруксіяра на престол Делі направила до нього делегацію з клопотанням про передачу під контроль компанії п'яти сіл на західному березі річки Хуґлі й тридцяти сіл на східному. Список сіл позначено в консультаційній книзі бенгальської ради від 4 травня 1714 року. П'ятьма селами на західному березі були: Саліка, Хаура, Касундеах, Рамкрішнапур і Батор, всі села були на території сучасної Хаури. Клопотання було задоволено за винятком цих п'яти сіл. До 1728 року більшість сіл у цьому районі належали до однієї з двох зон: Бурдван або Мухамманд Амінпур. Після Битви при Плессі відповідно до договору, підписаного з навабом Бенгалії Миром Касимом 11 жовтня 1760 року, район Хаура перейшов під контроль Ост-Індської Компанії. У 1787 році було створено район Хуґлі, і до 1819 року до нього було включено всю сучасну територію Хаури.
Зі створенням Хаурського залізничного вокзалу 1854 року почалося бурхливе промислове зростання міста. У 1855 році почала роботу перша джутова фабрика, до 1870 року поблизу станції працювало вже п'ять джутових виробництв.
До 1914 року майже всі великі міста Індії були з'єднані залізницею, а збільшення попиту на рухомий склад і його ремонт призвели до створення в місті залізничних ремонтних майстерень. Бум машинобудування тривав до кінця Другої світової війни й призвів до швидкої безконтрольної урбанізації - появи районів нетрів навколо промислових підприємств.

## Демографія
За даними індійського перепису 2001 року в Хаурі проживає 1 008 704 осіб. Чоловіки становлять 54 % населення, жінки 46 %. Рівень грамотності в місті становить 77 %, що вище за середнє значення по країні в 59,5 %; грамотність серед чоловіків становить 81 %, серед жінок 73 %. У Хаорі 9 % населення віком до 6 років.
Примітно, що за даними індійського перепису 1896 року в місті мешкало лише 84 069 осіб, 1901 року в Хаурі мешкало вже 157 594 особи. Таке стрімке зростання чисельності пояснюється швидким промисловим зростанням і наявністю великої кількості вакантних робочих місць. У цей період відбувається 100% збільшення чоловічого населення, в той час як чисельність жіночого населення зросла лише на 60%.

## Визначні місця
Район Шибпур у Хаурі вже впродовж століть асоціюється з величезним деревом - Великим баньяном, що має найбільшу площу крони у світі. Баньян продовжує рости й донині, займаючи все нові квартали міста.
1786 року британці заснували Індійський ботанічний сад, розташований між Великим баньяном і річкою Хуглі.
Розташований у Шибпурі Бенгальський інженерний коледж є другим найстарішим інженерним коледжем в Індії.
У Рамраджаталі розташований відомий храм Рами, великі богослужіння проводяться тут щороку в останню неділю місяця Шравана.
Недалеко від залізничного вокзалу розташоване велике озеро Сантрагачхі, яке у зимовий час приваблює багато перелітних птахів. Свистач індійський є найчисленнішим видом, представленим тут. Міністерство лісового господарства штату Західний Бенгал має намір заснувати охоронну природну зону на території озера.